# Guerra Gótica (376–382)
Guerra Gótica foi uma revolta gótica no Império Romano nos Bálcãs entre c. 376 e 382. A guerra e em particular a Batalha de Adrianópolis são geralmente consideradas um divisor de águas na história do Império Romano, o primeiro de uma série de eventos ocorridos no século V que viria a colapsar o Império Romano do Ocidente, embora sua importância à posterior queda do império é ainda debatida.
Com a invasão dos hunos em 376, grande quantidade de godos chegou às margens do rio Danúbio solicitando asilo no Império Romano. O imperador Valente (r. 364–378) permitiu aos tervíngios de Fritigerno e Alavivo cruzarem, porém negou travessia aos grutungos de Alateu e Safrax. Após atravessarem próximo de Durostoro, os tervíngios foram distribuídos ao longo da margem sul do Danúbio na Mésia Inferior enquanto esperavam o iniciar da alocação de terras. Logo os imigrantes sofreram da carestia de alimentos e os oficiais romanos Lupicino e Máximo, aproveitando-se disso, extorquiram os recém-chegados.
Os tervíngios rebelaram-se contra a opressão dos oficiais romanos, levando Lupicino a transferi-los às cercanias de Marcianópolis, a capital provincial. No processo, tropas romanas aquarteladas ao longo do Danúbio foram deslocadas para o sul, permitindo que os grutungos atravessarem o rio. Os tervíngios foram assentados próximo de Marcianópolis, enquanto Lupicino convidou Fritigerno e Alavivo para um banquete dentro da cidade. Devido a um conflito entre godos famintos e alguns soldados romanos da guarnição, ordenou que os godos do banquete fossem assassinados, mas Fritigerno conseguiu escapar ou convencê-lo a libertá-lo para tentar apaziguar seu povo.
Fritigerno e os tervíngios, com auxílio dos grutungos, decidiram rebelar-se contra o Império Romano. Uma prolongada guerra seria travada entre os bárbaros e seus aliados e as tropas imperiais. Muitos oficiais de alta patente romanos pereceram nos combates, incluindo o próprio imperador Valente em Adrianópolis. A guerra só seria concluída quando Teodósio (r. 378–395) assinou a paz com os rebeldes em 382 segundo a qual os godos do interior do império seriam assentados permanentemente.

## Antecedentes

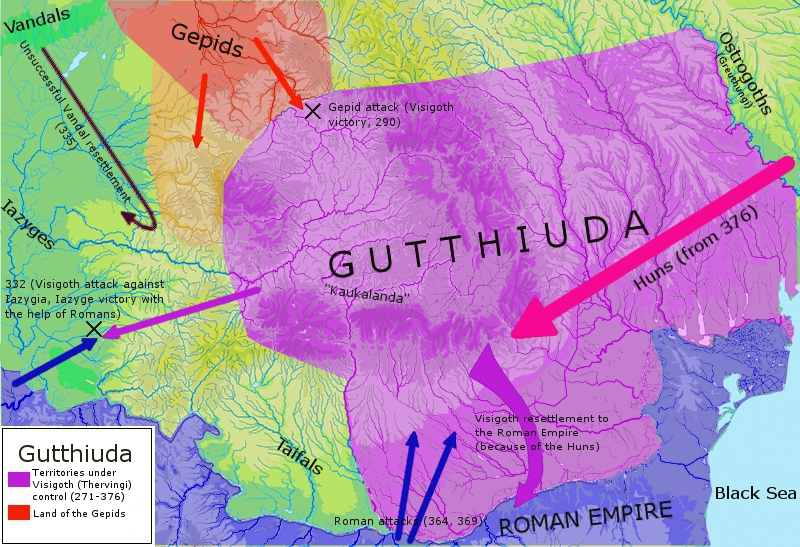
Panorama político do Danúbio Inferior no século IV. As incursões hunas resultaram na migração dos tervíngios em direção à fronteira romana no Danúbio e sua posterior inserção em solo romano

No verão de 376, grande número de godos chegou no rio Danúbio, a fronteira do Império Romano nos Bálcãs, requirindo asilo dos hunos. Havia dois grupos: os tervíngios liderados por Fritigerno e Alavivo e os grutungos liderados por Alateu e Safrax, os regentes de Viderico. O historiador romano Eunápio afirma que compreendiam 200 000 pessoas, incluindo civis. Vários autores modernos, contudo, não concordam com este dado, e fornecem uma série de estimativas alternativas: Michael Frassetto propõe 80 000, Peter Heather estima 50 000 dos quais 10 000 eram guerreiros e John Curran sugere 90 000. Peter Heather afirma também que os grutungos deveriam ter contingente semelhante aos dos tervíngios.
Os godos enviaram emissários ao imperador Valente requirindo permissão para assentar no império. Levou algum tempo para eles chegarem, pois o imperador estava em Antioquia preparando-se para uma campanha contra o Império Sassânida sobre o controle da Armênia e Ibéria. A maior parte de suas forças estava estacionada no Oriente, longe do Danúbio. Fontes antigas são unânimes ao afirmarem que Valente estava contente com a aparição dos godos, pois ofereceu a oportunidade de recrutar novos soldados a baixo custo. Com Valente ocupado na fronteira oriental, a presença de vários bárbaros significou que sua força nos Bálcãs eram numericamente inferiores.
Valente deve ter avaliado o perigo quando deu permissão aos tervíngios para entrarem no império e os termos que lhes deu foram amplamente favoráveis. Essa não foi a primeira vez que tribos bárbaras foram assentadas e o meio usual foi que alguns seriam recrutados no exército e o resto seria quebrado em pequenos grupos e reassentados pelo império a critério do imperador. Isso impediria que colocassem uma ameaça unificada e permitiria sua assimilação pela população romana. O acordo diferente com os tervíngios permitiria-os escolher o lugar de seu assentamento na Trácia, bem como os manteriam unidos. Durante as negociações, aos tervíngios também expressou uma disposição para convertê-los ao cristianismo. Quanto aos grutungos, o exército romano e as forças navais bloquearam o rio e negaram sua entrada.
Os tervíngios talvez receberam permissão para cruzar em ou próximo da fortaleza de Durostoro. Foram atravessados pelos romanos em barcos, balsas e em troncos de árvores esvaziados e "cuidado diligente foi tomado que nenhum futuro destruidor do Estado romano deveria ser deixado para trás, mesmo se estivesse acometido por uma doença fatal," segundo Amiano Marcelino. Mesmo assim, o rio encheu por conta das chuvas e muitos se afogaram. Os godos tinham que ter suas armas confiscadas, mas os romanos no comando aceitaram propinas para permiti-los manter suas armas ou talvez devido o fato de haver muitos godos e tão poucos romanos, nem todos podiam ser adequadamente verificados; Peter Heather avalia que é improvável que Valente quisesse os godos desarmados, pois gostaria de recrutá-los como soldados. Os romanos distribuíram os tervíngios ao longo da margem sul do Danúbio na Mésia Inferior enquanto esperavam o iniciar da alocação de terras. Nesse ínterim, o Estado romano supriu-lhes com alimentos.

## Eclosão do conflito

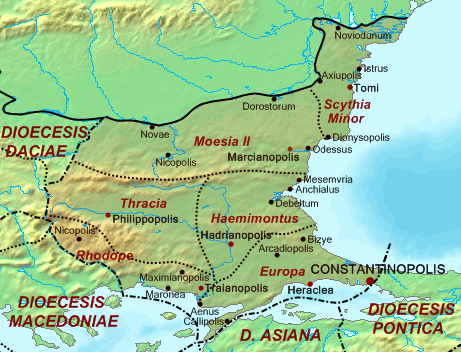
Diocese da Trácia ca. 400, o palco do conflito com os tervíngios de Fritigerno

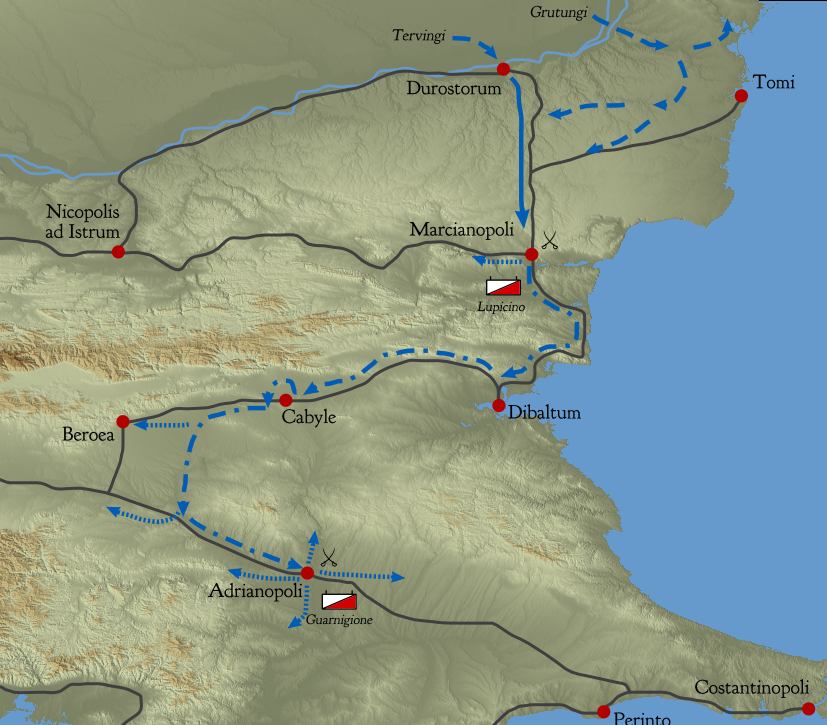
Movimentos dos godos em 376

O excessivo número de imigrantes em uma área tão pequena e a demora de quase dois meses para a chegada da resposta imperial do Oriente causou carestia de alimentos e os tervíngios começaram a passar fome; Kelly DeVries sugeriu que havia suprimento para ca. 50 000 pessoas, o que segundo suas estimativas era insuficiente para alimentar a todos. A logística romana não podia lidar com os vastos números e os oficiais sob o comando de Lupicino e Máximo simplesmente venderam boa parte da comida antes dela alcançar às mãos dos godos. Desesperadas, as famílias góticas venderam seus próprios filhos como escravos aos romanos por miúdas porções de alimentos e carne de cachorro ao preço de uma criança por cachorro. Esse tratamento levou os godos tervíngios à rebelião e Lupicino decidiu movê-lo para o sul em direção a Marcianópolis, sua sede regional. Para escoltá-los, Lupicino foi forçado a remover do Danúbio as tropas romanas que guardavam o rio, permitindo aos grutungos cruzá-lo em direção ao território romano. Para Amiano Marcelino, Fritigerno atrasou a marcha para permitir que os grutungos contactassem os tervíngios, afirmação descartada por Ian Hughs que vê como mais plausível o fato de haver enorme quantidade de famílias, o que incluiria crianças e idosos.
A medida que os tervíngios se aproximavam de Marcianópolis, Lupicino convidou Fritigerno, Alavivo e um pequeno grupo de seus auxiliares para um banquete dentro da cidade. O restante dos godos foram acampados a alguma distância, os as tropas romanas entre eles e a cidade. Devido a persistente recusa dos soldados romanos em permitir que os godos comprassem suprimentos no mercado da cidade, lutas eclodiram e vários soldados romanos foram mortos e roubados. Lupicino, tendo recebido as notícias quando servia o banquete aos líderes góticos, respondeu ordenando a execução dos auxiliares de Fritigerno e Alavivo e a prisão dos últimos. Isso foi feito em segredo, mas as notícias da mortes chegaram aos godos fora da cidade e eles se prepararam para sitiar Marcianópolis. Fritigerno aconselhou Lupicino que a melhor forma de apaziguá-los era permitir que ele se reunisse com seu povo e mostrasse que ele ainda estava vivo. Lupicino, indeciso, concordou em libertá-lo. Alavivo não é novamente mencionado nas fontes e seu destino é incerto. O historiador bizantino Jordanes, escrevendo no século VI, dá um relato um pouco diferente para estes eventos: Alavivo foi assassinado em meio a confusão causada pelo conflito no mercado e o assassinato dos godos no jantar, enquanto Fritigerno foi capaz de escapar.
Tendo sobrevivido aos caos da noite, Fritigerno e os tervíngios decidiram que era hora de quebrar o acordo com o imperador e rebelar-se contra os romanos e os grutungos imediatamente os ajudaram. Fritigerno liderou os godos para longe de Marcianópolis em direção a Cítia Menor. Lupicino e seu exército perseguiu-o por ca. 14 quilômetros e travou uma batalha desastrosa na qual foi aniquilado. Todos os oficiais juniores foram mortos, os estandartes militares foram perdidos e os corpos dos romanos mortos forneceram aos godos novas armas e armaduras. Lupicino sobreviveu e retornou para Marcianópolis; os tervíngios invadiram e pilharam a região.
Em Adrianópolis, uma pequena força gótica empregada pelos romanos estava aquartelada sob o comando de Suérido e Colias. Esses oficiais souberam dos acontecimentos, mas preferiram permanecer onde estava por "considerarem seu próprio bem-estar a coisa mais importante dentre todas." O imperador, aflito de ter uma guarnição romana sob controle gótico tão próximo de uma rebelião gótica, ordenou que Suérido e Colias marchassem para leste em direção ao Helesponto, os comandantes solicitaram comida e dinheiro para a viagem, bem como dois dias para os preparos. O magistrado romano local, furioso porque a guarnição havia pilhado anteriormente sua vila suburbana, armou a população da cidade e agitou-a contra eles. A multidão exigiu que os godos seguissem as ordens e partissem imediatamente. Os homens sob Suérido e Colias inicialmente permaneceram imóveis, mas quando foram atacados com injúrias e projéteis, revidaram e mataram muitos. A guarnição deixou a cidade e juntou-se a Fritigerno e os godos realizaram um cerco mal-sucedido a Adrianópolis. Os godos novamente dispersaram para saquear a rica e indefesa zona rural. Usando prisioneiros e traidores romanos, os godos foram conduzidos para tesouros escondidos, vilas ricas e outros lugares assim.
| “ | Sem distinção de idade ou sexo, todos os lugares estavam em chamas com matança e grandes incêndios, crianças de peito foram arrancadas dos peitos de suas mães e mortas, matronas e viúvas cujos maridos foram mortos diante de seus olhos foram levadas, rapazes ou adultos foram arrastados para longe dos corpos mortos de seus pais. Finalmente, muitos idosos, lamentando que haviam vivido o suficiente para perder suas posses e belas esposas, foram exilados com os braços presos em suas costas e chorando sobre as cinzas brilhantes de suas casas ancestrais. | ” |

### 377 — Contendo os godos

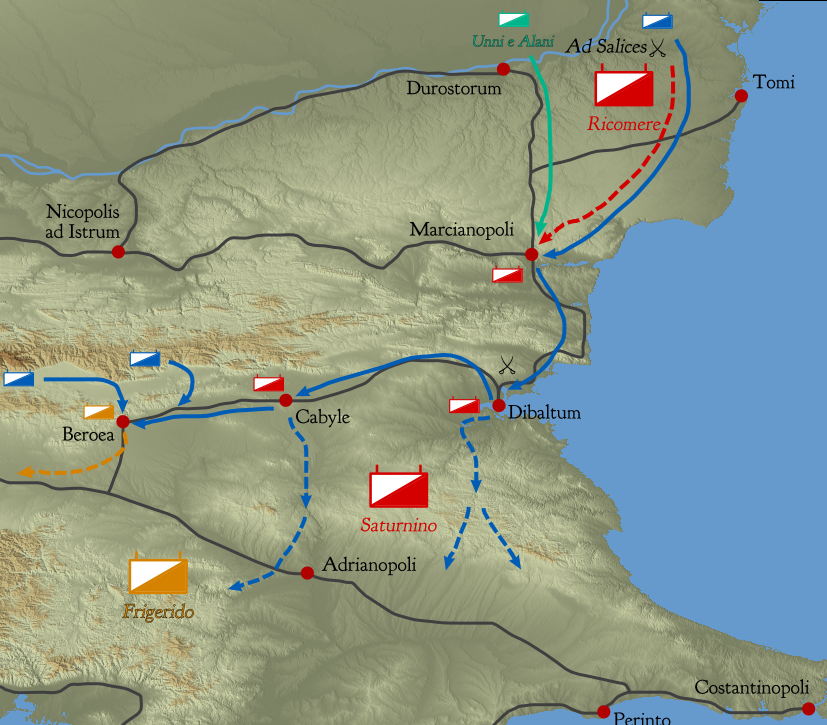
Campanha de 377

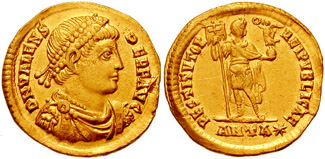
Soldo do imperador Valente r.

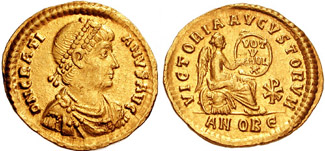
Soldo de Graciano r.

Muitos godos, escravos, mineiros e prisioneiros dentro do território romano uniram-se a Fritigerno. As guarnições romanas em cidades fortificadas resistiram, mas aquelas fora dos centros urbanos eram presas fáceis. Os godos criaram um grande trem de carros para colocar toda sua pilhagem e suprimentos e tinham muita raiva da população romana pelo que suportaram. Aqueles que começaram como refugiados esfomeados tinham se transformado em um exército poderoso.
Valente, reconhecendo a seriedade da situação, enviou o general Vitor para negociar uma paz imediata com o Império Sassânida e começou a transferir o exército romano oriental à Trácia. Enquanto mobilizava o exército principal, enviou uma força avançada sob Trajano e Profuturo e contactou o imperador ocidental Graciano (r. 367–383), seu coimperador e sobrinho, solicitando ajuda. Graciano respondeu enviado o conde dos domésticos Ricomero e o conde dos assuntos militares Frigérido para guarnecerem os passos ocidentais através da cordilheira dos Bálcãs e impedirem que seus inimigos se espalhassem mais para oeste e topassem com o exército oriental. Estes amplos movimentos de tropas e a cooperação do ocidente ilustra a grave ameaça que os godos representavam.
Trajano e Profuturo lideraram tropas armênias, Frigérido auxiliares panônios e transalpinos e Ricomero contingentes removidos do exército palatino de Graciano. Na Trácia, Trajano e Profuturo marcharam contra os godos nos passos montanhosos da cordilheira de modo a atacá-los furtivamente e em guerra de guerrilha. Conseguiram algum sucesso inicial, afastando-os da rica província de Hemimonto e obrigando-os a permanecer nas regiões esparsamente povoadas e pouco abundantes ao norte da cordilheira e na planície do Danúbio, onde os suprimentos existentes já haviam sido consumidos.
Apesar disso, logo os romanos foram militarmente pressionados pelas enormes hordas inimigas e tiveram que retroceder. Ao chegar no Oriente, Frigérido adoeceu, talvez de gota, e sob consentimento dos demais generais, Ricomero assumiu o comando das forças combinadas, provavelmente em Marcianópolis. Os godos deslocaram-se para o norte da cordilheira dos Bálcãs e os romanos os perseguiram. Em um lugar chamado "dos Salgueiros"[a], uma sangrenta luta foi travada. A batalha concluiu-se com pesadas baixas para ambos os lados.
Após a batalha, os romanos se retiraram para Marcianópolis e os godos ficaram sete dias dentro de seu forte antes de se moverem. Frigérido destruiu um bando de salteadores godos sob Farnóbio e enviou os sobreviventes à Itália. No outono, Ricomero retornou à Gália para reunir mais tropas para a campanha do ano seguinte. Nesse interim, Valente enviou o mestre da cavalaria Saturnino à Trácia para reunir-se com Trajano. Saturnino e Trajano erigiram uma linha de fortes nos passos do Hemo para bloquear os godos. Os romanos esperavam enfraquecer o exército com os rigores do inverno e a fome e então atrair Fritigerno em batalha aberta nas planícies entre o monte Hemo e o Danúbio para derrotá-lo. Os godos, novamente com fome e desesperados, tentaram atravessar os passos, mas foram repelidos a cada vez. Fritigerno então solicitou a ajuda de mercenários hunos e alanos, que reforçaram suas forças. Saturnino, percebendo que não poderia mais reter os passos contra eles, abandonou o bloqueio e retirou-se. Os godos estavam assim livres para invadir novamente, alcançando tão longe quanto o Ródope e o Helesponto.
| “ | Então tinha que ser visto e lamentar atos mais assustadores para ver e descrever: mulheres levadas por chicotes estalando e estupefatas com medo, ainda pesadas com suas crianças recém-nascidas, que antes de virem ao mundo suportaram muitos horrores; crianças pequenas também agarrando em suas mães. Então podia ser ouvido os lamentos de crianças nobres e criadas, cujas mãos foram agrilhoadas em cruel cativeiro. Atrás foram deixadas por último todas as meninas adultas e esposas castas, chorando e com caras abaixadas, ansiando inclusive uma morte tormentosa para evitar a eminente violação de seu pudor. Entre eles estava um homem livre, não há muito tempo rico e independente, arrastado como uma besta selvagem e ligado a Fortuna, tão implacável e cega, já que, num breve momento, privou-o de seus bens e da doce sociedade de seus queridos; expulsou-o de sua casa, que ele viu ruir as cinzas e ruínas e sacrificou-o para um sangrento vencedor, seja para ser despedaçado membro a membro ou em meio a golpes e torturas servir como escravo. | ” |

Restos arqueológicos nessa região e datados desse período revelam vilas romanas com sinais de abandono e destruição deliberada. A devastação forçou Valente a oficialmente reduzir impostos da população da Mésia e Cítia.

### 378: A Batalha de Adrianópolis
Valente finalmente saiu do fronte oriental, depois de conceder muitas coisas aos persas e chegar com boa parte de seu exército em Constantinopla em 30 de maio de 378. Sua entrada na cidade causou algumas revoltas. Segundo a História Eclesiástica de Sócrates Escolástico, os cidadãos da capital acusaram Valente de negligenciar sua defesa, expondo-os aos raides dos godos que agora ameaçavam Constantinopla e incitaram-o a deixar a cidade e confrontá-los. Valente deixou a cidade após 12 dias e moveu seu exército à vila imperial de Melântias, a oeste de Constantinopla, em 12 de junho. Lá, distribuiu o pagamento e suprimentos e discursou para seus soldados para melhorar sua moral.
Culpando Trajano pelo sangue derramado nos Salgueiros (alegados 300 homens de casa legião), Valente demitiu-o e nomeou Sebastiano, que havia chegado da Itália, para comandar e organizar o exército oriental. Sebastiano partiu com uma pequena força, retirada das escolas palatinas do imperador, para confrontar separados bandos de godos salteadores. Ele primeiro foi para Adrianópolis e tamanho era o pavor aos godos, que a cidade precisou de muita persuasão para abrir os portões para ele. Depois disso, Sebastiano conseguiu algumas vitórias menores. Em certa ocasião, esperou até o anoitecer para emboscar um grupo de godos adormecidos junto ao rio Hebro e massacrou-os. O saque que Sebastiano trouxe era, segundo Amiano, muito grande para Adrianópolis guardar. O sucesso de Sebastiano convenceu Fritigerno a reconvocar seus grupos de salteadores para Cábila, para que fosse escolhidos aos poucos.
O imperador ocidental Graciano planejava unir-se ao exército de Valente, mas eventos no Ocidente impediram-o. Primeiro houve uma invasão dos lentienses na Gália em fevereiro de 379, que Graciano derrotou. Então, inteligência veio do outro lado do rio Reno alertando que os bárbaros se preparavam para mais invasões. Isso forçou Graciano a previamente cruzar o rio e colocar a situação sob controle e ele com sucesso derrotou os alamanos. Isso levou tempo, e não foi até agosto que Graciano enviou uma mensagem declarando suas vitórias e sua iminente chegada. Valente, que estava impacientemente esperando desde junho pelo exército ocidental e invejava a glória de seu sobrinho e a de Sebastiano, ao ouvir que os godos estavam se movendo ao sul em direção a Adrianópolis, marchou para lá para expulsá-los. Os exploradores romanos erroneamente relatavam que os godos, que foram vistos saqueando próximo de Nica, eram 10 000 combatentes. Por volta de 7 de agosto, Ricomero retornou do ocidente com a guarda avançada dos exércitos ocidentais e uma nova mensagem: Graciano estava próximo do passo de Succi e que levava a Adrianópolis e aconselhou seu tio a esperá-lo. Valente convocou um conselho de guerra para decidir a questão. Segundo Amiano, Sebastiano advogou para um assalto imediato contra os godos e Vitor cogitou esperar por Graciano. Segundo Eunápio, Sebastiano disse que deveriam esperar. Em todo caso, o conselho e valente decidiram atacar imediatamente, incitando com a ideia da vitória fácil.
Os godos enviaram emissários liderados por um sacerdote cristão aos romanos para negociar na noite de 8 de agosto. Com eles Fritigerno enviou duas cartas. A primeira estipulava que os godos apenas queriam terras na Trácia e em troca aliariam-se aos romanos. A segunda, privadamente endereçada a Valente, dizia que Fritigino realmente queria a paz, mas os romanos teriam que ficar mobilizados para que ele podia forçar a paz. Se Fritigerno estava a falar ou não não é incerto, pois Valente rejeitou a proposta. Na manhã de 9 de agosto, Valente deixou seu tesouro, selo imperial e oficiais civis em Adrianópolis e marchou para norte para confrontá-los. Aproximadamente 2 da manhã os romanos avistaram o forte de vagão gótico. Diferente dos romanos, os godos estavam bem descansados e os dois lados organizaram suas formações de batalha. Fritigerno enviou mais emissários de paz e há muito enviou outros emissários solicitando a ajuda da cavalaria grutunga sob Alateu e Safrax que estavam separados do corpo gótico principal; eles ficaram indetectados pelos batedores romanos.
O exército oriental murchou sob o caloroso sol de verão e os godos iniciaram um incêndio para soprar fumaça e cinzas nas formações romanas. Valente reconsiderou a paz oferecida e estava se preparando para enviar Ricomero para encontrar-se com Fritigerno quando duas unidades das escolas palatinas, os escutários sob Cassião e os sagitários sob Bacúrio, o Ibério, enfrentaram os godos sem ordens. Isso forçou a Batalha de Adrianópolis. Sebastiano, Trajano, Equício e 30 oficiais seniores foram mortos, enquanto Ricomero, Vitor e Saturnino escaparam. Dois terços do exército oriental foram deixados mortos no campo. Há histórias conflitantes do que aconteceu com o imperador. Alguns alegam que foi ferido e levado do campo por alguns de seus homens para uma fazenda. Os godos se aproximaram e foram acertados por flechas, o que levou os godos a incendiarem-a com o imperador dentro. Outros afirmam que Valente foi morto em combate com seu exército. O que quer que tenha acontecido, seu corpo nunca foi encontrado.
Os godos, envigorados por sua incrível vitória, sitiaram Adrianópolis, mas a cidade resistiu. Ao perceberem que não conseguiriam tomá-la, abandonam o empreendimento e partem. Eles se juntaram com alguns hunos e alanos e foram para Perinto e então Constantinopla. Lá, foram afastados numa pequena batalha com a ajuda da guarnição árabe da cidade. Eles então decidiram marchar novamente para saquear o campo. Com Valente morto, o Império Romano do Oriente estava sem imperador. O mestre dos soldados oriental Júlio, temia pela população gótica em vários locais do império, tanto civis como indivíduos servindo as unidades do exército. Depois dos eventos de Adrianópolis, eles podiam aliar-se a Fritigerno e espalhar a crise para mais províncias, levando Júlio a reuni-los próximo da fronteira para massacrá-los. Em 379, a informação sobre o massacre alcançou os godos nas províncias interioranas, levando alguns deles à revolta, especialmente na Ásia Menor. Os romanos reprimiram os revoltosos e massacraram os godos naqueles lugares, tanto inocentes como culpados.[b]

### 379–382: Teodósio I e o fim da guerra

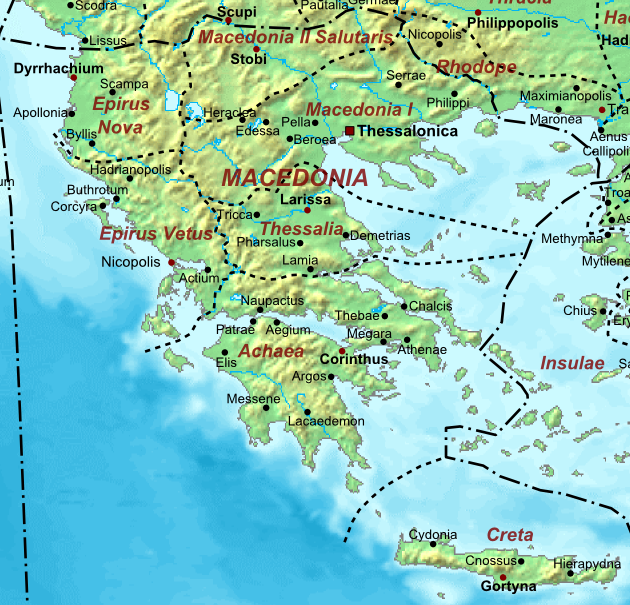
Diocese da Macedônia ca. 400

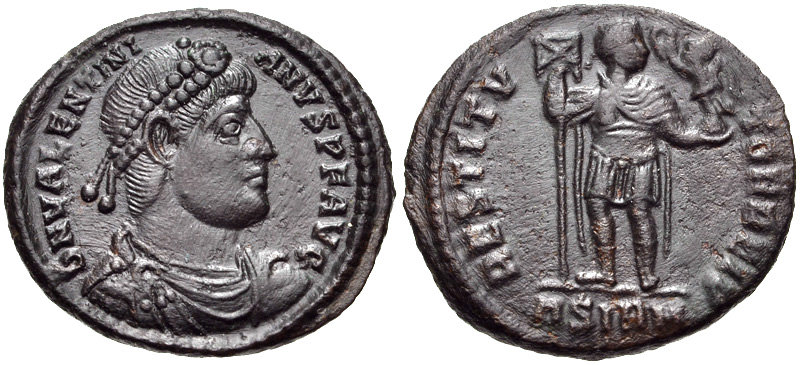
Fólis de r.

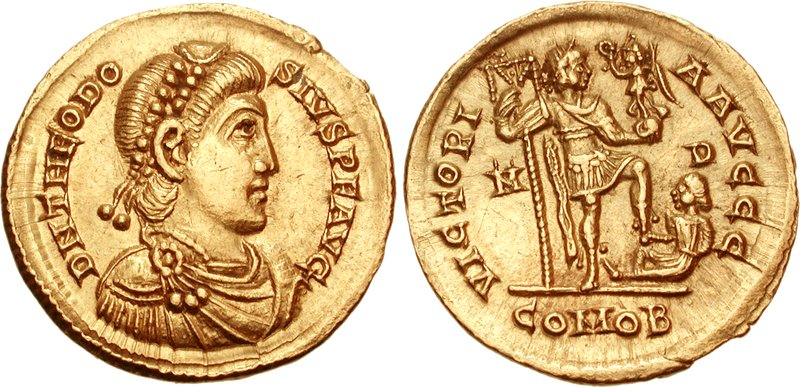
Soldo de r.

Para os eventos da Guerra Gótica entre 379 e 382, há poucas fontes e e os registros se tornam confusos, especialmente sobre a ascensão de Teodósio I (r. 378–395) como imperador oriental. Teodósio, que havia nascido na Hispânia, era o filho de um general bem-sucedido. Teodósio era duque da Mésia e fez campanha nos Bálcãs Ocidentais contra os sármatas em 374. Mas em 376, seu pai foi vítima de intrigas cortesãs após a morte de Valentiniano I e Teodósio decidiu retirar-se para suas propriedades na Hispânia. Porque ele foi reconvocado ao Oriente é um mistério, embora sem dúvida sua experiência militar e a necessidade crítica desempenharam seu papel. Ao que parece Teodósio readquiriu seu posto de duque e provavelmente fez campanha contra os godos ao final de 378. Em 19 de janeiro de 379, Teodósio foi feito imperador. Fontes se calam para como isso aconteceu. Se Graciano iniciou a elevação de Teodósio, ou se o exército sobrevivente no Oriente forçou Graciano a aceitar Teodósio como seu colega, é incerto. Seja qual for a causa, Graciano reconheceu Teodósio como seu coimperador, mas prontamente partiu para o Ocidente para lidar com os alamanos. Graciano ofereceu pouca ajuda para Teodósio em seu problema com os godos para além de dar-lhe controle das dioceses ocidentais da Dácia e Macedônia.
Teodósio recrutou um novo exército em seus quartéis e Salonica. Fazendeiros foram recrutados e mercenários bárbaros de além do Danúbio foram trazidos. O recrutamento de fazendeiros criou muito ressentimento. Alguns mutilaram seus próprio dedões, enquanto muitos esconderam-se ou desertara com a ajuda dos proprietários de terra, que não estavam contentes em perder seus trabalho ao exército. Teodósio respondeu com muitas leis duras punindo aqueles que se esconderam e recompensando aqueles que entregavam-os. Mesmo aqueles que se mutilaram ainda foram forçados a participar do exército. O general de Teodoro, o godo Modares, conseguiu uma vitória menor contra Fritigerno. Mesmo pequenas vitórias como esse foram maciçamente louvadas pelos propagandistas imperiais; há registros de celebrações e vitórias equivalentes a metade de todas as celebrações realizadas nas sete décadas anteriores. Teodósio precisava de vitórias e precisava ser visto lidando com a crise gótica.
Em 380, os godos se dividiram; a causa dessa mudança é disputada e Peter Heather especula que ocorreu porque era difícil alimentar as forças góticas juntas. Os grutungos foram à Ilíria e invadiram a província oriental da Panônia. O que acontece é novamente disputado; ou foram derrotados pelas tropas de Graciano ou pacificamente assinaram um acordo que permitiu-os assentar na Panônia. Os tervíngios foram ao sul em direção a Macedônia e Tessália. Teodósio com seu novo exército marchou para encontrá-los, mas por estar cheio de bárbaros pouco confiáveis e recrutas recém-alistados, ele se dissolveu. Os soldados bárbaros se uniram a Fritigerno e muitos soldados desertaram. Com a vitória os tervíngios estavam livres para forçar as cidades romanas locais nessa nova região para pagar-lhes tributo. Foi então que o imperador ocidental finalmente ofereceu alguma ajuda. Tendo terminando a invasão gótica da Panônia, Graciano encontrou Teodósio em Sirmio e dirigiu seus generais Arbogasto e Bautão para ajudar a repelir os godos de volta à Trácia, o que conseguiram com sucesso no verão de 381. No meio tempo, Teodósio partiu para Constantinopla, onde ficou. Depois de anos de guerra, a derrota de dois exércitos romanos e ainda bloqueados no impasse, as negociações de paz foram abertas.

### Paz e consequências
Ricomero e Saturnino conduziram as negociações para os romanos e a paz foi declarada em 3 de outubro de 382. Até então, os comandantes góticos de Adrianópolis se foram; Fritigerno, Alateu e Safrax nunca mais foram mencionados nas histórias antigas e seus destinos são incertos. A especulação varia desde a morte em batalha até a derrubada como preço da paz. Na paz, os romanos não reconheceram nenhum líder gótico e eles foram nominalmente incorporados no Império Romano; os romanos ganharam-os como aliados militares (federados): seriam recrutados no exército e em circunstâncias especiais poderiam ser chamados ao campo exércitos inteiros.
O que diferia da prática estabelecida foi que os godos receberam terras dentro do Império Romano, nas províncias da Cítia e Mésia e possivelmente Macedônia, sob sua própria autoridade e não foram dispersados. Isso permitiu-os permanecer juntos como povo com suas próprias leis internas e tradições culturais; para selar o acordo, Teodósio fez grande festa aos godos. Temístio, um orador romano e propagandista imperial, enquanto reconhecendo que os godos não podiam ser militarmente derrotados, venceu a paz como uma vitória para os romanos que venceram os godos para seu lado e transformaram-os em fazendeiros e aliados. Ele acreditava que em tempo os godos bárbaros tornar-se-iam romanos firmes como os bárbaros gálatas tinham antes deles.
| “ | Para apenas supor que essa destruição foi uma questão fácil e que nós possuímos os meios para consegui-la sem sofrer quaisquer consequências, embora da experiência passada isso foi nem uma perda nem provável conclusão, no entanto apenas supõe, como eu disse, que esta solução fica dentro de nosso poder. Era então melhor preencher a Trácia com corpos ou com fazendeiros? Fazê-la cheia de túmulos ou homens vivos? Para progredir através da selvageria ou uma terra cultivada? Para contar o número de mortos ou aqueles que cultivam o solo? Colonizá-la com frígios ou bitínios talvez, ou viver em harmonia com aqueles que subjugamos. | ” |

| “ | Todo nosso talento [militar] mostrou-se inútil; apenas seu conselho [de Teodósio] e seu julgamento conseguiram uma resistência invencível e a vitória que você ganhou através desses seus recursos internos foi melhor do que teria sido se você prevalecesse pelas armas. Pois você não teria destruído aqueles que nos prejudicou, mas os apropriou. Você não teria punido-os ao tomar sua terra, mas teria adquirido mais fazendas para nós. Você não teria matado-os como feras selvagens, mas encantaria sua selvageria como se alguém, após prender um leão ou um leopardo em redes, não mataria-o mas acostumaria-o a ser um animal de carga. Esses respiradores de fogo, mais duros contra os romanos do que Aníbal foi, tiveram que agora vir para nosso lado. Domados e submissos, eles confiam suas pessoas e armas para nós, se o imperador quer empregá-los como fazendeiros ou soldados. | ” |

Apesar dessas esperanças, a Guerra Gótica mudou o jeito que o Império Romano lidou com os povos bárbaros, tanto dentre como fora. Os godos tervíngios agora eram capazes de negociar sua posição com Roma, com força se necessário, como um povo unificado dentro das fronteiras do império e que se transformaria nos visigodos; em certos momentos agiram como amigos e aliados dos romanos, em outros como inimigos. Essa mudança no relacionamento de Roma com os bárbaros levaria ao saque da cidade em 410. O exército gótico também afetou a religião do império. Valente era um cristão ariano e sua morte em Adrianópolis ajudou a pavimentar o caminho para Teodósio fazer o cristianismo niceno a forma dominante de cristianismo para o povo romano. Os godos, como muitos povos bárbaros, converteram-se ao arianismo.